# Перепомпування
Перепомпування (рос. перекачка, перекачивание; англ. pumping (-over), transfer, transit, нім. Umpumpen n) – процес переміщення рідин і газів трубопроводом за допомогою помпових (насосних) устатковань.